# Frenagem regenerativa
A Frenagem Regenerativa ou Frenagem Recuperativa(pt-BR) ou Travagem Regenerativa ou Travagem Recuperativa(pt-PT?))  é um dispositivo eletromecânico que transforma a energia cinética liberada durante a freagem/travagem em energia elétrica, sendo usada em vários veículos elétricos, desde carros a lambretas.  A energia elétrica gerada durante a frenagem é armazenada nas baterias dos híbridos plug-in e veículos elétricos estes elétricos possuindo freios tradicionais para possibilitar uma frenagem rápida e abrupta, também contribui para a redução do consumo de combustível, no caso dos automóveis híbridos, além disso proporciona redução do desgaste das lonas ou discos de freios, por frear o veículo via campo eletromagnético (sem atrito), resultando em maior durabilidade para essas partes do sistema de freios.

## Freios/travões elétricos
Freios regenerativos são mais habitualmente vistos em veículos elétricos ou híbridos. Freios regenerativos elétricos derivam dos freios dinâmicos, também chamado de freios reostáticos, que eram utilizados em locomotivas e bondes diesel-elétricos desde meados do século XX. Em ambos sistemas, os freios eram acoplados por motores chaveados para atuar como gerador que convertiam o movimento em eletricidade ao invés de transformar eletricidade em movimento. Os tradicionais freios baseados em fricção deveriam também ser providos, de forma a serem usados quando uma frenagem rápida e abrupta fosse requerida.

## Sistema de Recuperação de Energia Cinética

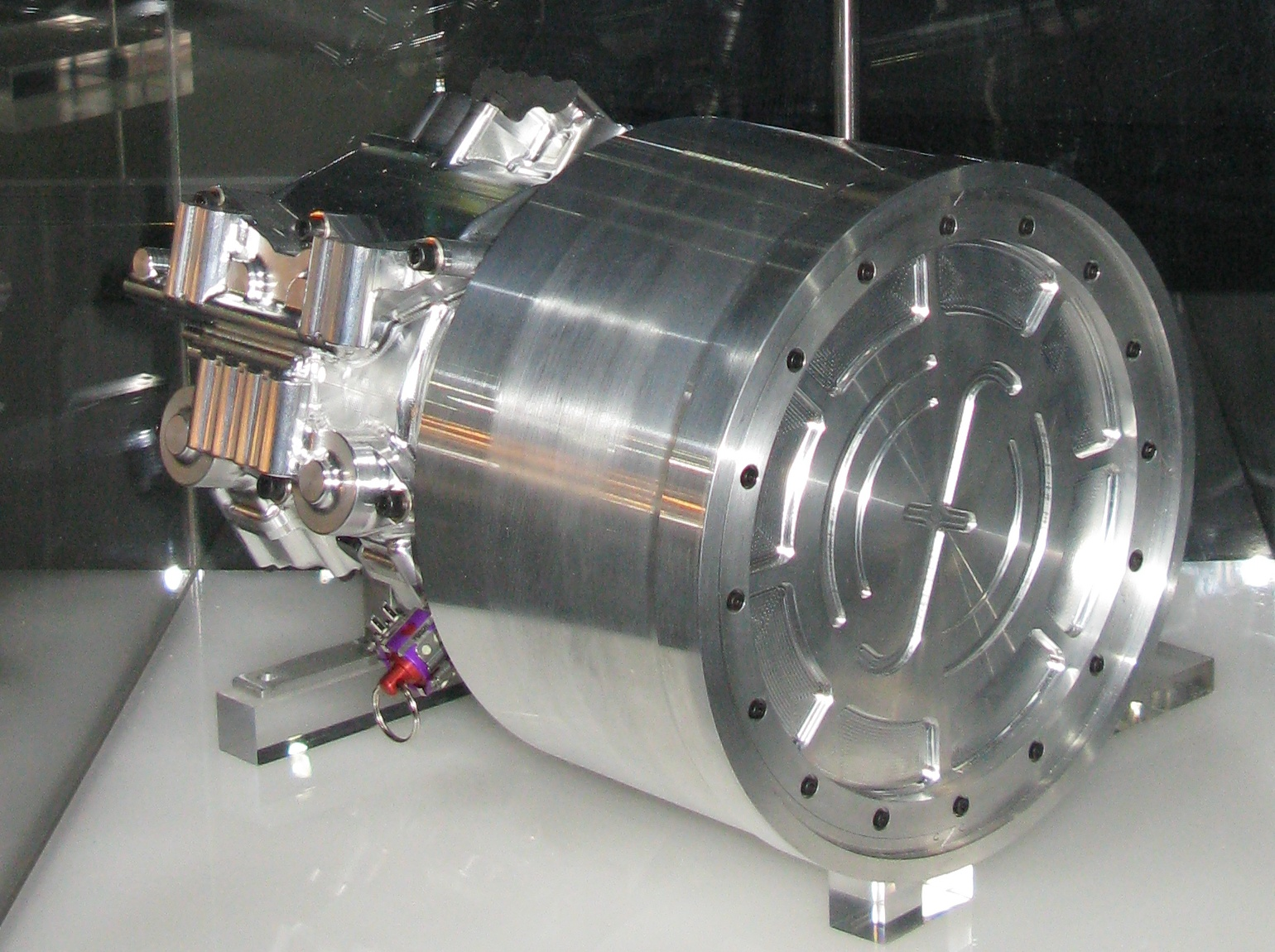
Sistema de regeneração de energia de um carro de Fórmula 1.

O Sistema de Recuperação de Energia Cinética chamado de KERS (do inglês Kinetic Energy Recovery System) é o termo genérico dado aos dispositivos que *recolhem a energia cinética gerada na desaceleração do carro que seria desperdiçada e, em seguida, a reutiliza.  Ao serem acionados os freios a energia do torque resultante normalmente desperdiçada é transformada em eletricidade e levada a um capacitador, o qual alimenta o sistema propriamente dito, o qual, ligado ao eixo de propulsão do motor, faz com que ganhe potência.
Há também o Flybrid que está em desenvolvimento, para ser usado na Formula 1 que trará benefícios aos carros. O Flybrid é um volante de inércia acoplado a uma transmissão, que armazena a energia liberada durante a frenagem do carro pela sua própria rotação. Esta energia que foi guardada no momento da frenagem do veículo é reutilizada quando o piloto acionar um botão.  O resultado é um aumento de potência de 81,6 CV e aumento no tempo de 6,67s e está cogitada a sua utilização já na temporada 2009 de Fórmula 1. Sem grande acolhida por todas as equipes, precisa cuidar de pontos chave como a segurança dos pilotos e da equipe, visto que, mesmo sendo um processo relativamente simples, requer um delicado conjunto de peças que trabalham em altíssima velocidade (64500 rpm no sistema).